# یوا الفسبرگ
یوا الفسبرگ (انگلیسی: Joa Elfsberg؛ زادهٔ ۳۰ ژوئیهٔ ۱۹۷۹) بازیکن هاکی روی یخ اهل سوئد است.